# Geognosie
Met geognosie werd in het begin van de 19e eeuw de studie van de structuur en opbouw van de vaste aardkorst bedoeld. De term wordt tegenwoordig nog slechts zelden gebruikt.
Men onderscheidde binnen de geognosie de preparatieve geognosie, de bestudering van de vorm van het aardoppervlak (geomorfologie); de petrografie, de studie van gesteenten; de paleontologie, de studie van fossielen; en de systematische geognosie, waarbij men probeerde op grond van de waarnemingen aan het aardoppervlak iets over de interne structuur van de Aarde te zeggen.
Het verschil met de term geologie (dat sinds de late 18e eeuw gebruikt werd) was destijds, dat geologie de studie van de geschiedenis van de Aarde inhield. Later kreeg "geologie" een ruimere betekenis en verdrong uiteindelijk het begrip geognosie.